# Джек Гаррісон
Джек Гаррісон (англ. Jack Harrison; нар. 20 листопада 1996, Сток-он-Трент) — англійський футболіст, півзахисник клубу «Лідс Юнайтед». На умовах оренди грає за «Евертон».

## Клубна кар'єра
Уродженець Сток-он-Трент Джек проживав у Болтоні Великий Манчестер. Короткий час провів в академії «Ліверпуля», а згодом «Манчестер Юнайтед». У віці 14 років Джек та його мати переїхали до американського Шеффілда, де він продовжив навчання в місцевому коледжі та виступати за місцеву команду «Блек Рок». З 2013 по 2015 англієць захищав кольори СК «Мангеттен».
14 січня 2016 року він був обраний на драфті MLS клубом «Нью-Йорк Сіті». Загалом у складі «містян» він провів два сезони відігравши 57 матчів та забив чотирнадцять голів.
30 січня 2018 року Гаррісон підписав контракт з «Манчестер Сіті» до завершення сезону 2020–21. Після короткої оренди до «Мідлсбро» він повернувся до «Манчестер Сіті» і знову був орендований «Лідс Юнайтед». 15 вересня 2018 року Джек відзначився голом у грі проти клубу «Міллволл».
11 січня 2019 року Гаррісон відзначився вдруге в переможній грі 2–0 проти «Дербі Каунті». За підсумками сезону 2018–19 Джек у складі «Лідс Юнайтед» у всіх турнірах відіграв 42 гри та забив чотири голи.
1 липня 2019 року Гаррісон продовжив умови контракту з «Лідс Юнайтед» на один рік. У дебютній грі сезону відзначився голом в переможній грі 3–1 проти «Бристоль Сіті». За два переможні голи в матчах проти «Блекберн Роверз» та «Редінг» Гаррісон був номінований на гравця місяця в листопаді 2019 року. За підсумками сезону «Лідс Юнайтед» здобув підвищення до Прем'єр-ліги.
10 серпня 2020 року було оголошено, що Гаррісон на правах оренди залишається у складі «Лідс Юнайтед». Перший гол у прем'єр-лізі Джек забив у ворота «Ліверпуля». 28 листопада 2020 року в переможній грі 1–0 проти «Евертона» Джек провів соту гру за «Лідс». За підсумками сезону він увійшов до числа провідних гравців, що зробили найбільшу кількість результивних передач.
2 липня 2021 року «Лідс Юнайтед» офіційно підписав повноцінний контракт на три роки з півзахисником. 24 серпня 2021 року Джек відзначився дублем у переможній грі 3–0 проти клубу «Кру Александра» в другому раунді Кубка Футбольної ліги.

## Виступи за збірну
1 жовтня 2017 року Гаррісон викликаний до складу молодіжної збірної Англії замість травмованих Рубена Лофтус-Чіка та Шеї Оджо на матчі проти збірних Шотландії та Андорри. Він дебютував у матчі проти Шотландії, замінивши Теммі Абрагама на 88-й хвилині. Згодом він провів ще одну гру.

## Досягнення
«Лідс Юнайтед»
- Чемпіон футбольної ліги (1): 2019–20[23]